# Parc provincial Five Islands
Le Parc provincial Five Islands (Five Islands Provincial Park) est un parc provincial de la Nouvelle-Écosse située dans les comtés de Colchester et de Cumberland. Il protège une portion non aménagée du bassin des Mines. Il a une superficie de 510 ha et a été créé en 1972.